# Aireys Inlet
Mit Aireys Inlet wird sowohl ein Meeresarm als auch eine Stadt bezeichnet, die südwestlich von Melbourne in Victoria, Australien, zwischen den Städten Anglesea und Lorne  sowie westlich von Fairhaven an der Great Ocean Road liegen.
Der Ort ist 119 Kilometer von Melbourne, 46 Kilometer von Geelong und 28 Kilometer von Torquay entfernt.
2016 wohnten in Aireys Inlet 802 Menschen.

## Geschichte
Im frühen 19. Jahrhundert lebte dort – noch vor der europäischen Besiedlung – der geflohene Sträfling William Buckley in einer primitiven Hütte und ernährte sich von Fischen, Meeresfrüchten, wilden Himbeeren und Honigameisen. Aireys Inlet wurde zu dieser Zeit von den Aborigines Managwhawz genannt. Heute trägt der Ort den Namen eines frühen Siedlers J. M. C. Airey, der 1842 in dieses Gebiet kam.
Das Post Office wurde am 1. April 1893 eröffnet.

## Tourismus

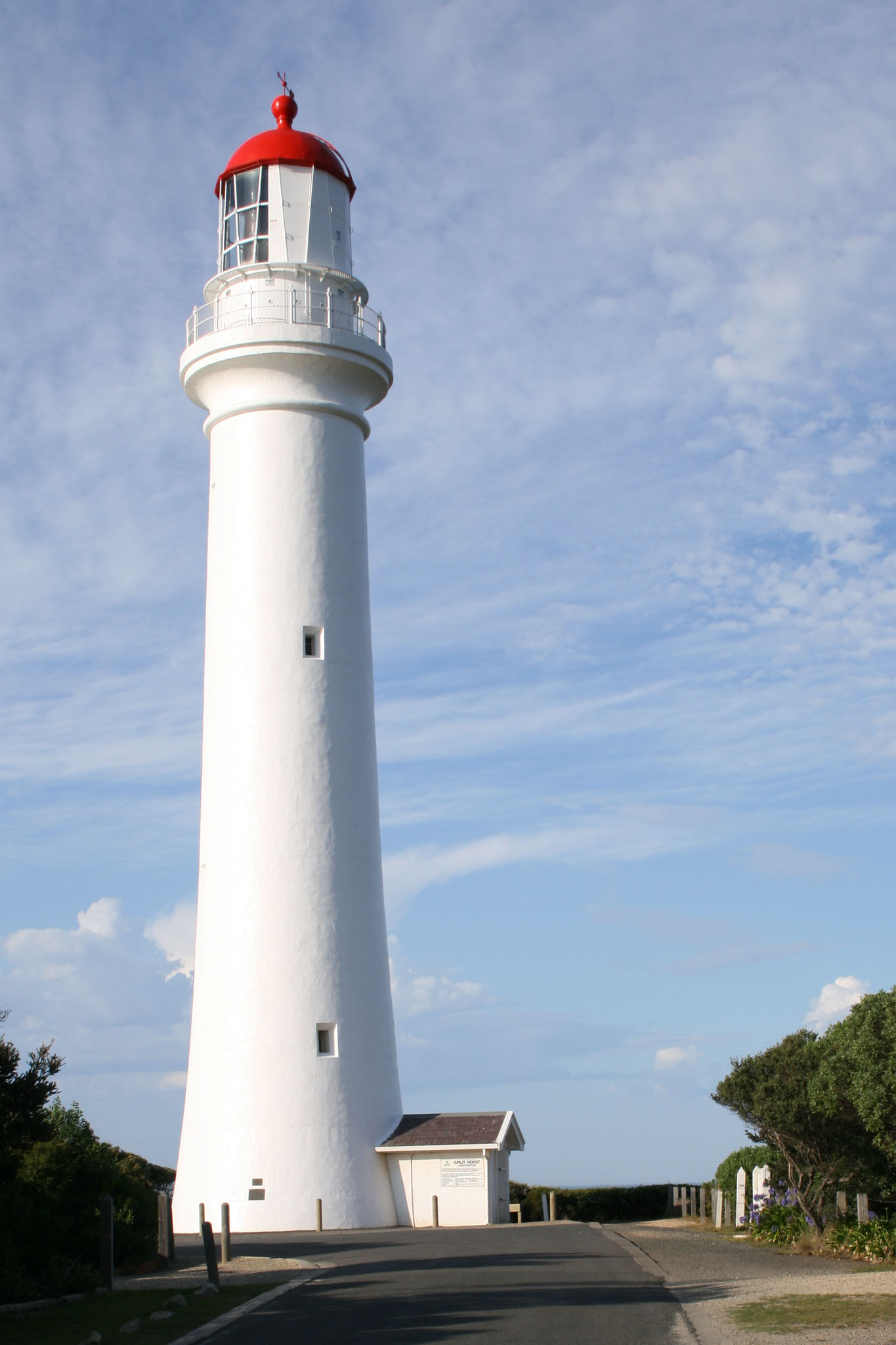
Split Point Lighthouse